# Persée couronné
Persée couronné, ou Persée et Andromède, est un tableau de Rubens conservé au musée de l'Ermitage de Saint-Pétersbourg. Cette huile sur toile composée vers 1622 mesure 99,5 cm de longueur sur 132 cm de largeur.
La toile a été mise aux enchères en 1738 à Amsterdam, puis s'est retrouvée à Dresde trente ans plus tard. Cette œuvre rappelle par son thème un autre tableau de Rubens de 1620 conservé à la Gemäldegalerie de Berlin et intitulé Persée délivrant Andromède.

## Description
La scène représente Persée en armure couronné de laurier par la Victoire ailée. Il tient à la main gauche un bouclier représentant la Gorgone. À droite, Rubens a peint Pégase à la robe pie, alors que généralement il est de couleur blanche. La présence du cheval mythique à côté de Persée est une erreur, car Pégase était le cheval de Bellérophon. Persée accueille Andromède qu'il vient de sauver du monstre marin dont on aperçoit la tête et une partie du corps au premier plan. Rubens insiste sur la rencontre des deux personnages mythologiques entourés de putti. C'est la naissance de leur amour. Andromède nue dans une attitude d'acceptation est dévoilée par trois putti espiègles qui lui ont délié les liens, tandis que Persée lui prend le poignet. Les trois putti entourant Persée portent l'un le bouclier, l'autre le heaume du héros et le troisième retient Pégase.
La composition du tableau est complexe. Il est éclairé du bas à gauche vers la droite. Plusieurs lignes de perspectives partent en faisceau du linge que tient par pudeur Andromède vers les ailes de la Victoire ou celles de Pégase. La cape pourpre de Persée est prolongée par la robe bleue de la Victoire. Les lignes claires verticales sont cassées par le rond du bouclier de Persée qui se trouve au centre du tableau.

## Source
- (it) Cet article est partiellement ou en totalité issu de l’article de Wikipédia en italien intitulé « Perseo e Andromeda » (voir la liste des auteurs).